# Cisano Bergamasco
Cisano Bergamasco é uma comuna italiana da região da Lombardia, província de Bérgamo, com cerca de 5.606 habitantes. Estende-se por uma área de 7 km², tendo uma densidade populacional de 801 hab/km². Faz fronteira com Brivio (LC), Caprino Bergamasco, Monte Marenzo (LC), Pontida, Torre de' Busi (LC).

## Demografia
| Variação demográfica do município entre 1861 e 2011                               |
|                                                                                   |
| Fonte: Istituto Nazionale di Statistica (ISTAT) - Elaboração gráfica da Wikipedia |